# سو ويكنر

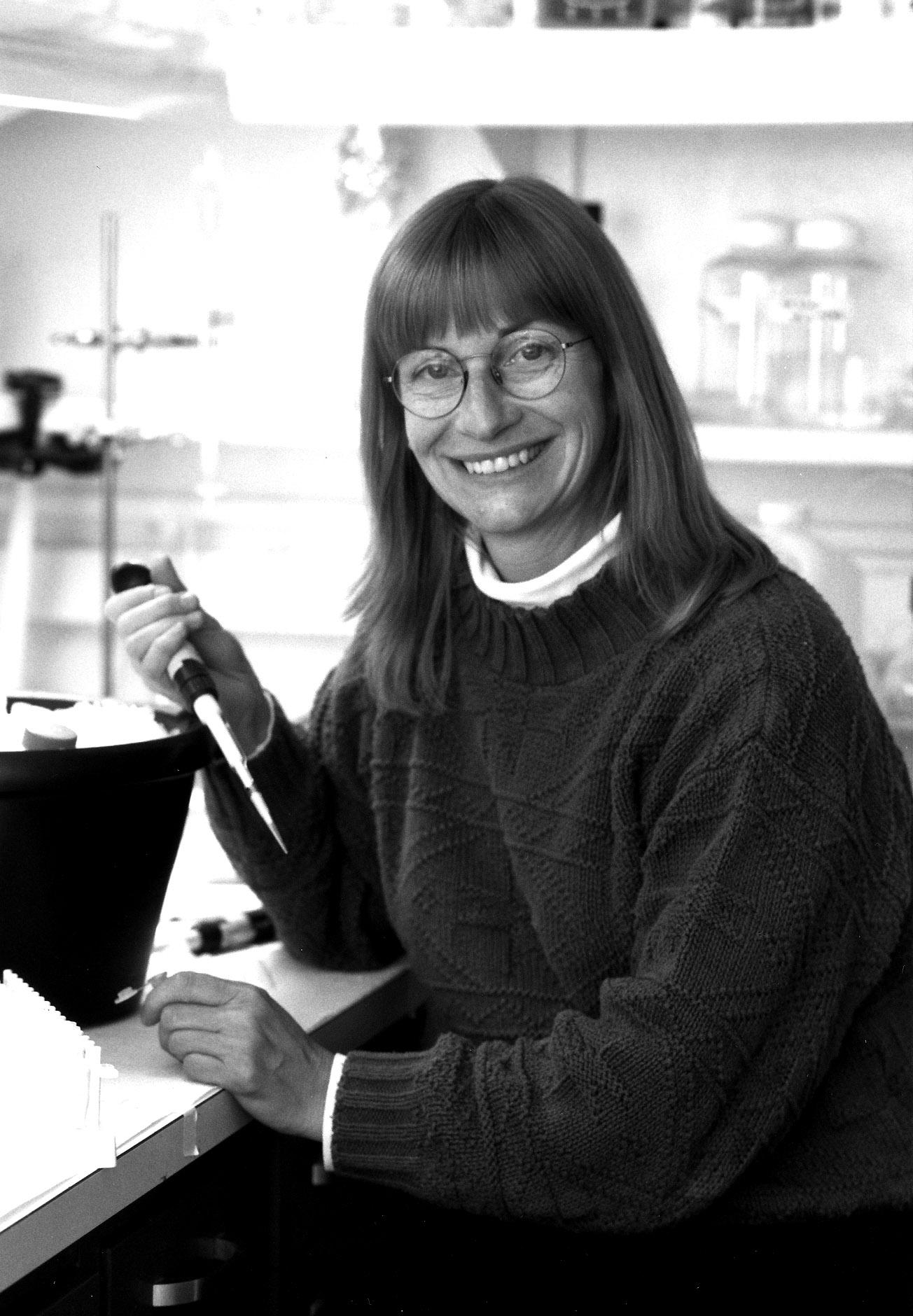
ويكنر في المعاهد الوطنية للصحة عام 1995

سو هينجريم ويكنر عالمة كيمياء حيوية وعلم الوراثة أمريكية وهي محققة بارزة ورئيس قسم البيولوجيا الجزيئية حمض نووي ريبوزي منقوص الأكسجين في المعاهد الوطنية للصحة. مختبرها تابع للمعهد الوطني للسرطان ويقع في مركز أبحاث السرطان (NCI / CCR).

## التعليم
حصلت سو على درجة البكالوريوس من الجامعة الأمريكية والماجستير من جامعة جورج تاون.  درست في مدرسة كوركوران للفنون واستمرت في الحصول على درجة الدكتوراه في عام 1973 من كلية ألبرت أينشتاين للطب في جامعة يشيفا. كان مستشار أطروحتها هناك جيرارد هورويتز.  تابعت تدريب ما بعد الدكتوراه في المعاهد الوطنية للصحة مع مارتن غيلرت، ثم انضمت إلى مختبر البيولوجيا الجزيئية في المعهد الوطني للسرطان. عملت في التفرغ مع فريد سانجر في MRC في كامبريدج المملكة المتحدة في عام 1983.

## ابحاث
نشرت سو ويكنر ومؤلفاها ميشيل رايت وريد ويكنر وجيري هورويتز بحثًا مبكرًا يوضح تكرار الحمض النووي في أنبوب الاختبار. ووجد الباحثون أنه يمكن تحويل الفيروس البكتيري أو الملتهمة Phi X174 من شكل واحد مجدولة إلى الشكل المضاعف المضاعف المزدوج في أنبوب الاختبار وأن التفاعل يتطلب المنتجات الجينية من جينات dnaC و dnaE و dnaG من الملتهمة. في NIH ، أبرزت أبحاثها عمل البروتينات التي تستخدم طاقة الأدينوزين ثلاثي الفوسفات (ATP) في الآلات الصغيرة لتكرار الحمض النووي، وإعادة تشكيل البروتينات، وكسر البروتينات. لقد كانت مساهماً رئيسياً في فهم المرافقات الجزيئية والبروتينات التي تنظم معظم العمليات الخلوية بما في ذلك النسخ والنسخ والاستجابة للضغوط. تعمل المرافقات لتغيير النشاط وإعادة بيع البروتينات وتقليلها.  تشير استشهادتها من الانتخابات إلى الأكاديمية الوطنية للعلوم إلى أحدث مساهماتها في مرافقين يعتمدان على ATP لتحلل البروتين (انهيار البروتين)، مما يوضح كيف يشاركون في استجابات الإجهاد عن طريق إزالة البروتينات التي يتم طيها بشكل غير صحيح وكيف تتسبب في تدهور البروتينات التنظيمية بمجرد ظهور إشاراتها ثم تسليمها. نظرًا لوجود بعض الأمراض البشرية الناتجة عن البروتينات المطوية بشكل غير طبيعي و / أو المتراكمة، فإن هذه المرافقات المعتمدة على ATP مهمة في تطوير علاج المرض.

## الأوسمة والجوائز
- عضو الأكاديمية الوطنية للعلوم، 2004 [4]
- عضو الأكاديمية الأمريكية للفنون والعلوم، 2002 [1]
- زميل الجمعية الأمريكية لتقدم العلوم، 2001

## كتب
- Lila Gierasch و Arthur Horwich و Christine Slingsby و Sue Wickner و David Agard. (2016) هيكل وعمل الكواكب الجزيئية: الآلات التي تساعد على طي البروتين في عالم الخلايا شركة النشر العلمي Pte Ltd ، (ردمك 9789814749329) .

## أعمال مختارة
- S. Wickner (1978) «بروتينات تكرار الحمض النووي لـ Escherichia coli .» مراجعة Annu لـ Biochem. 78 : 1163-1191.
- AN Kravats ، SM Doyle ، JR Hoskins ، O.Genest ، E ، Doody ، S. Wickner (2017) "يشمل تفاعل E. coli Hsp90 مع DnaK منطقة ربط DnaJ لـ DnaK. مجلة علم الأحياء الجزيئي 429 (6): 858-872.
- O.Genest ، M. Reidy ، TO Street ، JRHoskins ، JLCamberg ، DAAgard ، DC Masison ، S.Wickner (2013) «الكشف عن منطقة من بروتين الصدمة الحرارية 90 مهم لربط العميل في E. coli ووظيفة الوصي في الخميرة.» مول. زنزانة . 49 (3): 464-473.
- SM Doyle و O. Genest و S. Wickner (2013) «إنقاذ البروتينات من الركام عن طريق آلات الكواكب الجزيئية القوية». Nat Rev Mol Cell Biol . 14 (10): 617-629.
- ميو. Reidy و SM Doyle و JR Hoskins و DM Johnston و O. Genest و MCVitery و DC Masison و S. Wickner (2011) "تعاون خاص بالأنواع من بروتينات الصدمة الحرارية (Hsp) 70 و 100 في التسامح الحراري وتصنيف البروتين . بروك. Natl. أكاد. علوم. الولايات المتحدة الأمريكية 108 (17): 6915-6920.
- O. Genest و JRHoskins و JLCamberg و SMDoyle و S. Wickner (2011) "يتعاون بروتين الصدمة الحرارية 90 من Escherichia coli مع نظام DnaK chaperone في إعادة تشكيل بروتين العميل. Proc Natl Acad Sci USA . 108 (20): 8206-11.